# Kristofferson (album)
| Recensione              | Giudizio     |
| ----------------------- | ------------ |
| AllMusic                | [ 1 ]        |
| Robert Christgau        | C            |
| Sputnikmusic            | 4.3 (Superb) |
| Dizionario del Pop-Rock | [ 4 ]        |

Kristofferson è il primo album di Kris Kristofferson, pubblicato dalla Monument Records nel giugno del 1970.
Il disco fu anche pubblicato (sempre dalla Monument Records ma nel 1971) con il titolo di Me and Bobby McGee, contenente gli stessi brani.

## Tracce
Lato A
1. Blame It on the Stones – 2:43 (Kris Kristofferson, Bucky Wilkin)
2. The Beat the Devil – 4:42
3. Me and Bobby McGee – 4:22 (Fred Foster, Kris Kristofferson)
4. The Best of All Possible Worlds – 3:03
5. Help Me Make It Through the Night – 2:24
6. The Law Is for Protection of the People – 2:39

Lato B
1. Casey's Last Ride – 3:34
2. Just the Other Side of Nowhere – 3:35
3. Darby's Castle – 3:17
4. For the Good Times – 3:25
5. Duvalier's Dream – 2:55
6. Sunday Mornin' Comin' Down – 4:32

Edizione CD del 2001, pubblicato dalla Monument/Legacy Records (JK 85281)
Brani composti da Kris Kristofferson, eccetto dove indicato
1. Blame It on the Stones – 2:43 (Kris Kristofferson, Bucky Wilkin)
2. To Beat the Devil – 4:42
3. Me and Bobby McGee – 4:20 (Fred Foster, Kris Kristofferson)
4. Best of All Possible Worlds – 2:58
5. Help Me Make It Through the Night – 2:22
6. The Law Is for Protection of the People – 2:37
7. Casey's Last Ride – 3:35
8. Just the Other Side of Nowhere – 3:36
9. Darby's Castle – 3:16
10. For the Good Times – 3:22
11. Duvalier's Dream – 2:55
12. Sunday Mornin' Comin' Down – 4:31
13. The Junkie and the Juicehead, Minus Me – 3:21 – Bonus Track - Previously Unreleased
14. Shadows of Her Mind – 3:10 – Bonus Track - Previously Unreleased
15. The Lady's Not for Sale – 3:25 – Bonus Track - Previously Unreleased
16. Come Sundown – 2:36 – Bonus Track - Previously Unreleased

## Musicisti
- Kris Kristofferson - chitarra, voce
- Jerry Kennedy - chitarra (non accreditato)

Note aggiuntive
- Fred Foster - produttore
- Registrazioni effettuate tra l'ottobre 1969 - primavera 1970 al Monument Recording Studio di Nashville, Tennessee
- Tommy Strong - ingegnere delle registrazioni
- Bergen White - arrangiamenti strumenti a corda
- Al Quaglieri e Nick Shaffran - produttori riedizione su CD
- Masterizzazione effettuata da Al Quaglieri al Sony Studios di New York (CD)
- Brani CD #13, #14, #15 e #16 mixati al Sear Sound di New York da Al Quaglieri
- Todd Parker - ingegnere
- Steve Mazur - assistente
- Patti Matheny e Darren Salmieri - A&R coordination
- Howard Fritzson - art direction
- Randall Martin - design album
- Ken Kim - fotografia copertina frontale album
- Gwen Billing - fotografia retrocopertina album[8]